# Héctor Castro
Héctor Castro (Montevideo, 29 novembre 1904 – Montevideo, 15 settembre 1960) è stato un allenatore di calcio e calciatore uruguaiano, di ruolo attaccante. Campione del mondo nel 1930, sudamericano nel 1926 e nel 1935 e olimpico nel 1928 con la nazionale uruguaiana.

## Carriera
Di origini galiziane, cresce in uno dei quartieri più poveri della capitale uruguaiana, da bambino si appassiona al calcio e tifa Nacional. Studia alle scuole serali, durante il resto della giornata lavora in una falegnameria.
All'età di 13 anni il futuro attaccante perde la mano destra sul lavoro, mentre usa una sega elettrica. È per tale motivo che i tifosi lo soprannominano el Manco (il monco, proprio perché privo della mano destra), anche se poi ben presto lo ribattezzano el divino Manco, per il bel gioco e i tanti goal che realizza.
Nonostante la grave menomazione fisica di cui soffre, Castro esordisce giovanissimo, a 17 anni, nel campionato uruguaiano, vestendo la maglia del Lito di Montevideo. Nonostante il modesto livello della squadra, Castro si mette subito in luce, tanto da venir tesserato tre anni dopo da uno dei più prestigiosi club della capitale, il Nacional. Con i Tricolores vince subito il titolo nazionale. Gioca da attaccante, è possente fisicamente ed è dotato di un notevole stacco aereo.
Le prodezze gli valgono la chiamata in nazionale, con cui nel 1926 conquista il suo primo successo continentale. L'Uruguay partecipa al Campeonato Sudamericano de Football 1926 (l'equivalente dell'attuale Copa América) in Cile. Castro va subito in rete all'esordio contro i cileni padroni di casa (gara vinta dall'Uruguay 3-1), poi realizza un altro goal all'Argentina (vittoria per 2-0). Dopo il match contro la Bolivia (battuta 6-0) in cui non segna, Castro sigla quattro goal nell'ultima gara contro il Paraguay (superato 6-1). A fine torneo è il secondo miglior realizzatore con 6 reti, dietro al cileno Arellano con 7.
Due anni dopo giunge la medaglia d'oro olimpica nei giochi di Amsterdam 1928, dove l'Uruguay sancisce in maniera inequivocabile la sua superiorità mondiale e dove Castro si conferma tra i protagonisti della Celeste.
L'apoteosi avviene ai mondiali di Uruguay 1930. Il 18 luglio la Celeste esordisce contro il Perù e Castro realizza il goal con cui i padroni di casa vincono il match. Il cammino prosegue verso la finale. Qui, contro l'Argentina, Castro inizialmente non è tra gli undici titolari, tuttavia l'attaccante titolare designato Anselmo ha un attacco di panico appena prima di giocare la finale: Castro lo rimpiazza e realizza il quarto e ultimo goal uruguaiano, che affossa le speranze di rimonta degli avversari.
Nel 1932 passa agli argentini dell'Estudiantes de La Plata, ma già un anno dopo è di ritorno al Nacional. Con el Decano vince, nel 1933 e nel 1934, altri due titoli nazionali. Castro ha più di 30 anni, tanti per un attaccante, ed è ormai in chiusura di carriera.
Ma al Campeonato Sudamericano de Football 1935 vuole guidare un'ultima volta la sua nazionale. Nel torneo giocato in Perù el Manco sigla la rete con cui l'Uruguay supera i padroni di casa nel match d'esordio. Non va in goal nella gara seguente, in cui l'Uruguay batte il Cile 2-1. La Celeste è prima nella classifica, a pari merito con l'Argentina. Tutto si gioca nello scontro diretto, il 28 gennaio a Lima. E qui Castro apre le marcature al 18'. L'Uruguay vince 3-0 e Castro aggiunge alla sua bacheca personale l'ultimo trofeo della sua carriera da calciatore.
Nel 1936, con alle spalle 231 gare ufficiali disputate e 145 goal con il Nacional, si ritira.
Resta però nel giro del club e, nel 1939, diviene il secondo dell'allenatore scozzese William Reaside. Il Nacional vince il titolo, poi affida l'incarico direttamente a Castro. El Manco compie un capolavoro, creando una squadra capace di vincere altri 4 titoli consecutivi.
Dopo alcuni anni di stop vince, sempre col Nacional, un ultimo titolo nel 1952.
Nel 1959 gli viene affidata la guida della nazionale uruguaiana, ma le sue condizioni di salute lo costringono a lasciare l'incarico dopo pochi mesi. L'anno dopo, il 15 settembre 1960, Castro muore per un attacco di cuore a Montevideo a soli 55 anni.

## Statistiche
| Stagione | Squadra          | Serie | Presenze | Reti |
| 1921     | Lito             | C     | 26       | 18   |
| 1922     | Lito             | C     | 26       | 34   |
| 1923     | Lito             | B     | 26       | 27   |
| 1924     | Nacional         | A     | 26       | 28   |
| 1925     | Nacional         | A     | 26       | 25   |
| 1926     | Nacional         | A     | 22       | 13   |
| 1927     | Nacional         | A     | 25       | 24   |
| 1928     | Nacional         | A     | 26       | 20   |
| 1929     | Nacional         | A     | 26       | 44   |
| 1930     | Nacional         | A     | 22       | 24   |
| 1931     | Nacional         | A     | 26       | 14   |
| 1932     | Nacional         | A     | 22       | 10   |
| 1933     | Estudiantes (LP) | A     | 26       | 8    |
| 1934     | Nacional         | A     | 21       | 9    |
| 1935     | Nacional         | A     | 24       | 12   |
| 1936     | Nacional         | A     | 26       | 10   |
| 1937     | Nacional         | A     | 25       | 11   |
| 1938     | Nacional         | A     | 25       | 11   |
| 1939     | Nacional         | A     | 24       | 8    |
| 1940     | Nacional         | A     | 18       | 1    |

## Palmarès

### Giocatore

#### Club
- Campionato uruguaiano: 3

Nacional: 1924, 1933, 1934

#### Nazionale
- Oro olimpico: 1

Amsterdam 1928
- Campionato mondiale: 1

Uruguay 1930
- Coppa America: 2

Cile 1926, Perù 1935
- Copa Lipton: 3

1924, 1927, 1929
- Copa Newton: 2

1929, 1930

### Allenatore

#### Club
- Campionato uruguaiano: 5

Nacional: 1940, 1941, 1942, 1943, 1952
- Copa Ricardo Aldao: 2

Nacional: 1940, 1942

### Videografia
- Federico Ferri, Federico Buffa, Storie Mondiali: Il grande Uruguay (1930), Sky Sport, 2014.